# Oakley (Kalifornie)
Oakley je město ve Spojených státech amerických. Nachází se v okrese Contra Costa County ve státě Kalifornie. Ve městě žije přibližně 43 tisíc obyvatel a jeho rozloha činí 41,8 km². Leží v oblasti zvané San Francisco Bay Area severně od města Brentwood a východně od měst Antioch a Pittsburg. Město bylo oficiálně založeno teprve 1. července 1999 a jde tak o nejnověji založené město v okresu Contra Costa. Svůj název nese po dubu (anglicky oak). Nachází se v nadmořské výšce asi 6 m n. m. na pobřeží řeky San Joaquin.